# Вреніуц
Вреніуц (рум. Vrăniuț) — село у повіті Караш-Северін в Румунії. Входить до складу комуни Рекешдія.
Село розташоване на відстані 364 км на захід від Бухареста, 42 км на південний захід від Решиці, 87 км на південь від Тімішоари.

## Населення
За даними перепису населення 2002 року у селі проживали 443 особи.
Національний склад населення села:
| Національність | Кількість осіб | Відсоток |
| -------------- | -------------- | -------- |
| румуни         | 295            | 66,6%    |
| цигани         | 143            | 32,3%    |

Рідною мовою назвали:
| Мова      | Кількість осіб | Відсоток |
| --------- | -------------- | -------- |
| румунська | 294            | 66,4%    |
| циганська | 144            | 32,5%    |